# Calle Jesús (Oviedo)
La calle Jesús es una vía pública de la ciudad española de Oviedo.

## Descripción
La vía nace de la calle del Peso, junto a la plaza de la Constitución, y llega hasta la confluencia de la calle Rosal con Pozos. Su nombre lo debe a una iglesia que la Compañía de Jesús tenía en las inmediaciones, ahora reconvertida en iglesia de San Isidoro, una de cuyas fachadas da a la calle. Aparece descrita en El libro de Oviedo (1887) de Fermín Canella y Secades con las siguientes palabras:

Jesús.—Así llamada por su proximidad á la antigua iglesia de la Compañía de Jesús, hoy parroquial de San Isidoro.—Ent.: Plaza de la Constitución.—Conc.: Rosal.
(Canella y Secades, 1887, p. 113)